# Debeljaci
Debeljaci so naselje v mestu Banjaluka, Bosna in Hercegovina. 

## Deli naselja
Bijeli Potok, Čurlići, Debeljaci, Kostići in Vravanići.

## Prebivalstvo
| Pregled števila prebivalcev po letih | Pregled števila prebivalcev po letih | Pregled števila prebivalcev po letih | Pregled števila prebivalcev po letih | Pregled števila prebivalcev po letih | Pregled števila prebivalcev po letih |
| ------------------------------------ | ------------------------------------ | ------------------------------------ | ------------------------------------ | ------------------------------------ | ------------------------------------ |
| 1948                                 | 1953                                 | 1961                                 | 1971                                 | 1981                                 | 1991                                 |
| -                                    | -                                    | 939                                  | 1.006                                | 993                                  | 1.073                                |

| Narodna sestava prebivalstva po letih                                                                                           | Narodna sestava prebivalstva po letih                                                                                        | Narodna sestava prebivalstva po letih                                                                                           |
| --- | --- | --- |
| 1971 | 1981 | 1991 |
| . skupaj: 1.006 Hrvati 877 (87,17 %) Srbi 127 (12,62 %) Muslimani 0 (0,00 %) Jugoslovani 1 (0,09 %) drugi in neznano 1 (0,09 %) | . skupaj: 993 Hrvati 890 (89,62 %) Srbi 68 (6,84 %) Muslimani 0 (0,00 %) Jugoslovani 28 (2,81 %) drugi in neznano 7 (0,70 %) | . skupaj: 1.073 Hrvati 894 (83,31 %) Srbi 73 (6,80 %) Muslimani 2 (0,18 %) Jugoslovani 46 (4,28 %) drugi in neznano 58 (5,40 %) |